# Airbus A320neo
Airbus A320neo est une famille d'avions de la société européenne Airbus, rénovant sa gamme A320, avec les technologies déployées pour la construction de l'Airbus A380, puis l'A350 XWB. Il complète la gamme de l'Airbus A330neo.
Lancé le 1er décembre 2010, il fait son premier vol le 25 septembre 2014, et est déployé pour la première fois commercialement par Lufthansa, le 25 janvier 2016.
Il est équipé soit de moteurs CFM LEAP-1A, soit de moteurs Pratt & Whitney PW1000G et des ailettes de bout d'aile (appelées en anglais par Airbus Wingtip fence). L'A320neo est 15 à 20 % plus efficace au niveau de la consommation du carburant que la première famille d'A320, et affiche des réductions de ses émissions de CO2 du même ordre et d'environ 50 % pour celles d'oxydes d'azote.

## Les moyens-courriers: A319neo, A320neo, A321neo
La famille A320 se déclinait en quatre longueurs de fuselage. Néanmoins, la version la plus courte, l'A318, ne bénéficie pas de la mise à jour « neo ». Cet avion s'est assez peu vendu, et il devenait redondant avec l'Airbus A220, hérité du rachat d'une partie du groupe Bombardier, de même capacité : Air France, par exemple, remplace ses A318 (et même ses A319) par des A220. L'A319neo, L'A320neo, et l'A321neo reprennent les mêmes dimensions que leurs prédécesseurs respectifs.

## Les longs-courriers: A321 LR et XLR

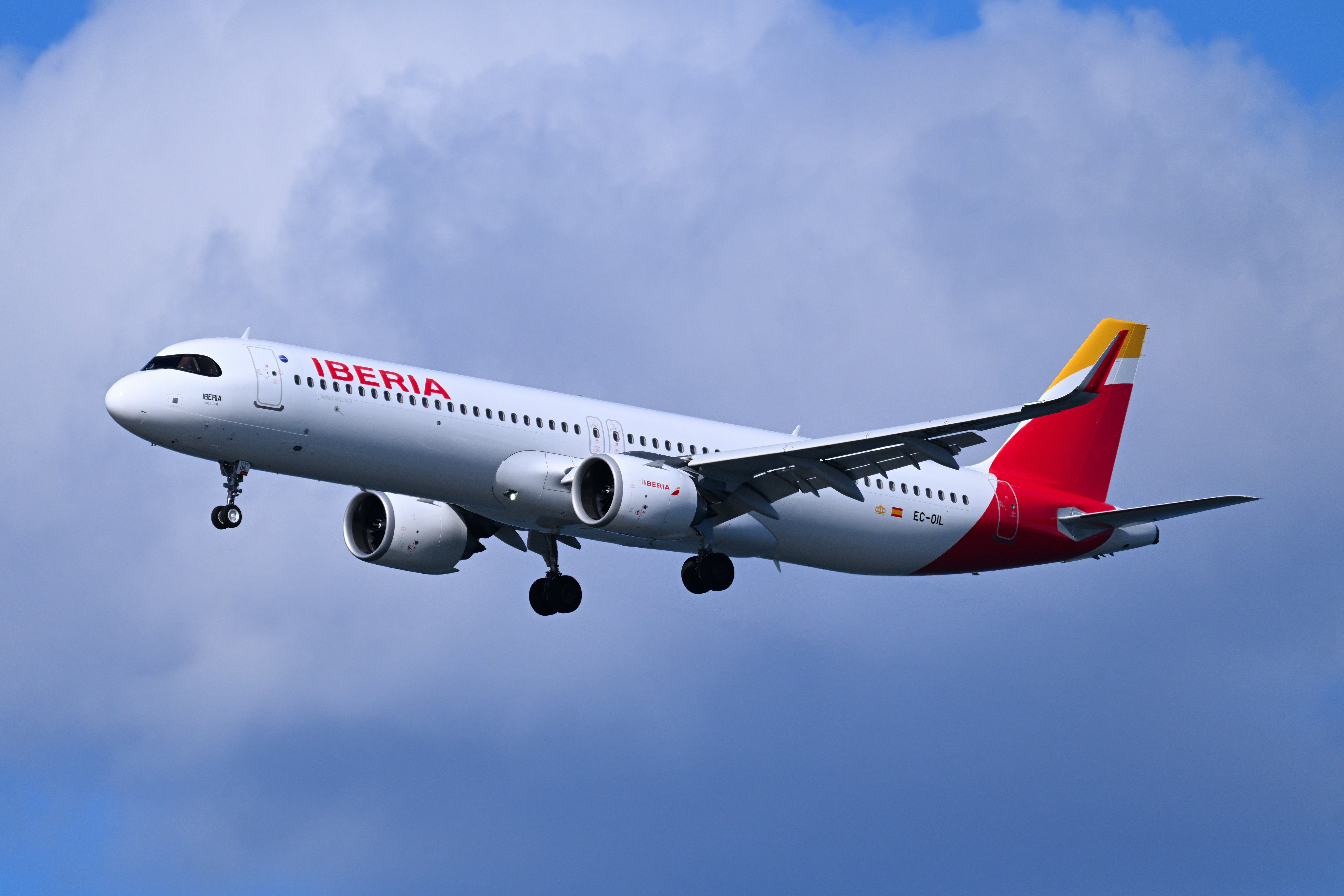
L'appareil qui a effectué le premier vol transatlantique le 14 novembre 2024 (EC-OIL, A321-253NY (XLR), en mars 2025 à Boston).

L'A321 LR (long range) est une modification de l'A321neo : il est extérieurement identique, mais reçoit un réservoir supplémentaire, ce qui en fait un long-courrier, avec une autonomie en distance de 7 400 km. Relançant le marché des monocouloirs longs-courriers, il est vu par certains observateurs comme une opportunité pour les compagnies low cost d'accéder aux liaisons longs-courriers et ainsi favoriser les liaisons directes longues entre aéroports secondaires. Il vise le remplacement des flottes de Boeing 757. Son premier vol a eu lieu en janvier 2018. L’A321 XLR augmente encore la capacité de carburant et offre une autonomie de 8 700 km. Il effectue son 1er vol d'essai le 15 juin 2022 et est certifié en 2024,. Il effectue le premier vol transatlantique avec la compagnie aérienne Iberia le jeudi 14 novembre 2024 entre Madrid et Boston en 7 heures et 31 minutes de vol.